# ريان نيكولاس
ريان نيكولاس (بالإنجليزية: Ryan Nicholas)‏ هو لاعب اتحاد الرغبي نيوزيلندي وأسترالي، ولد في 23 مايو 1979 في بروكن هيل في أستراليا.

## وصلات خارجية
- ريان نيكولاس عل موقع إسبنسكروم (الإنجليزية)
- ريان نيكولاس على موقع ItsRugby.co.uk (الإنجليزية)